# Väringen, Hälsingland
Väringen är en sjö i Ockelbo kommun och Söderhamns kommun i Hälsingland och ingår i Hamrångeåns huvudavrinningsområde. Sjön är 2,9 meter djup, har en yta på 0,119 kvadratkilometer och befinner sig 111,2 meter över havet. Sjön avvattnas av vattendraget Vrångån.

## Delavrinningsområde
Väringen ingår i det delavrinningsområde (677472-154825) som SMHI kallar för Utloppet av Väringen. Medelhöjden är 115 meter över havet och ytan är 0,6 kvadratkilometer. Räknas de 6 avrinningsområdena uppströms in blir den ackumulerade arean 18,95 kvadratkilometer. Vrångån som avvattnar avrinningsområdet har biflödesordning 2, vilket innebär att vattnet flödar genom totalt 2 vattendrag innan det når havet efter 45 kilometer. Avrinningsområdet består mestadels av skog (58 procent) och jordbruk (11 procent). Avrinningsområdet har 0,12 kvadratkilometer vattenytor vilket ger det en sjöprocent på 19,1 procent.